# چهارراه‌های نیویورک
چهارراه‌های نیویورک (انگلیسی: The Crossroads of New York) یک فیلم کمدی صامت گمشده به کارگردانی اف. ریچارد جونز است که در سال ۱۹۲۲ منتشر شد.

## بازیگران
- جورج اوهارا
- نوآ بیری
- اتل گری تری
- بیلی بوان
- هربرت استندینگ
- دوت فارلی
- ادی گریبون
- کاترین مک‌گوار
- ریموند گریفیث
- چارلز ماری
- جیمز فینلیسون
- میلدرید جون
- بن دیلی